# Касако
Касако (итал. Cassacco) је насеље у Италији у округу Удине, региону Фурланија-Јулијска крајина.
Према процени из 2011. у насељу је живело 2819 становника. Насеље се налази на надморској висини од 192 м.

## Становништво
| 1936. | 1951. | 1961. | 1971. | 1981. | 1991. | 2001. | 2011. |
| ----- | ----- | ----- | ----- | ----- | ----- | ----- | ----- |
| 2.476 | 2.960 | 2.684 | 2.334 | 2.829 | 2.859 | 2.849 | 2.911 |